# Ropica fuscolaterimaculata
Ropica fuscolaterimaculata är en skalbaggsart som beskrevs av Hayashi 1974. Ropica fuscolaterimaculata ingår i släktet Ropica och familjen långhorningar.
Artens utbredningsområde är Taiwan. Inga underarter finns listade i Catalogue of Life.